# Veliki zeleni zid
Veliki zeleni zid velik je projekt u sjevernoj središnjoj Africi. Cilj mu je pošumljavanjem spriječiti dezertifikaciju i sve posljedice koje ona donosi sa sobom. Pustinja šireći se oduzima nastanjivo područje i onemogućuje poljodjelstvo od kojeg živi 70 posto siromašnih Afrikanaca. Kad bi se pustilo neometano odvijanje dezertifikacije, dvije trećine poljoprivrednih površina Afrike postalo bi Sahara, a umiranje od gladi odnijelo bi živote 235 milijuna ljudi uz sve zamislive posljedice poput ratova, pokolja, nasilja. Zbog svega toga, čega se dio već ostvario, već nekoliko godina iz tih područja odlaze klimatski izbjeglice.
Veliki zeleni zid jest umjetni pojas šumske vegetacije s naglaskom na stabla. 
Nacrtom je zamišljena širina pošumljenog pojasa od 15 kilometara. Zbog višestruke korisnosti, sadi se vegetaciju koja se koristi u medicini, u prehrambenoj industriji, u kozmetičkoj i farmakološkoj industriji. Po mišljenju stručnjaka za okoliš, trebao bi zaustaviti širenje pustinje i zajamčiti sigurnost hrane, stvoriti radna mjesta i mladim ljudima ponuditi alternativu umjesto ekonomske, političke i egzistencijske migracije preko Sredozemlja u Europu u potrazi za poslom i preživljavanjem, ili poći putem ekstremizma, pridruživanjem Boko Haramu ili isilovskim formacijama. Zid bi se protezao u smjeru istok - zapad. Po svršetku bi bio dug 7700 kilometara. Protezao bi se na kraju kroz 11 država.
Uređaj je sljedeći: stabla koja mogu odoljeti lokalnim pustinjskim uvjetima ublažavaju pustinjske vjetrove i širenje pijeska, zadržavaju vlagu, utječu na mikroklimu, a na velikim područjima i makroklimu, te tako sprječavaju pustinju širiti se pri čemu pustinja sušenjem ubija gotovo svu floru i faunu. Uspije li zamišljeno, vratit će se u plodno stanje pola milijuna kilometara četvornih tla, osigurat će se prehrana za 20 milijuna ljudi, otvoriti 350.000 radnih mjesta i godišnje usisati iz atmosfere 250 milijuna tona CO2.
Sadnja oko 15 posto zida već je gotova. Jedan kraj bi se nalazio u Senegalu, gdje se već sadi i gradi i gdje je najviše napravljeno. Sadnja napreduje i u selima u Burkini Faso, Maliju i Nigeru. Zid bi završavao na suprotnoj strani u Đibutiju. Koncepcija je takva da zaustavi pijesak iz Sahare i time širenje pustinje, spriječi sušenje Sahela te da osim sprječavanja opustinjenja i vrati ono izgubljeno tj. obnovi 50 milijuna hektara zemlje.
Stručnjaci Ujedinjenih naroda napravili su izračune i ustanovili da bi zbog pretvaranja obradive zemlje, pašnjaka i zemlje pogodne za ljudsko naseljavanje u pustinju, već do 2025. Afrika mogla izgubiti dvije trećine obradive zemlje. Za posljedicu bi imalo da će u idućih pet godina širenje pustinje prisiliti 60 milijuna Afrikanaca na odlazak iz krajeva gdje prebivaju.
Očigledni uzor po obimnosti zahvata je Kina, koja je poduzela sličan veliki zahvat od 2003. godine. Njoj je pustinja Gobi progutala 3600 kilometara četvornih plodnog tla. Dvije godine posloje kineske akcije, projekt je 2005. godine Afričkoj uniji predstavio nigerijski predsjednik Olusegun Obasanjo. Afrička unija potvrdila ga je za afričke prilike vrlo brzo, već 2007. godine. Plan dolazi 4 milijarde dolara. Privukao je pozornost financijera i od tada je dobio preko 4 milijarde dolara potpore. Sredstva su priskrbili potpisnici UN-ova sporazuma o klimi dogovorenog u Parizu 2015. godine. Svjetska banka i Francuska najavile su svoju pomoć projektu., Opservatorij za Saharu i Sahel (Sahara and Sahel Observatory, OSS) je povoljno ocijenio projekt zbog potpore lokalnih zajednica, usprkos kritičarima koji kažu da je projekt donesen izvana i što projekt ovisi o financijskim izvorima iz inozemstva, 
da bi za trebalo ako bi se htio doseći cilj do 2025. pošumljati deseterostruko više, da čak 80 posto stabala nije preživjelo. Ali Afrikanci ne odustaju jer znaju da moraju djelovati. S terena tvrde da su do 2017. oporavili 40.000 kilometara četvornih. Najviše su odmakle u projektu najstabilnije države poput Senegala sa sadnjom svojih senegalskih akacija, ali i vrlo siromašne zemlje pogođene k tomu djjelovanjem militantnih skupina poput Nigera. Pribjegli su tradicijskim metodama. Kopanjem kratkih, zavinutih jaraka usred vegetacije za čuvanje vode kad padne kiša, polučili su sjajne rezultate. Spasili su 200 milijuna stabala, dobili pola milijuna tona pšenice godišnje više nego inače, dovoljno za 2,5 milijuna ljudi. Godine 2017. u pojasu je ukupno posađeno 11 milijuna stabala. U listopadu 2024. projekt je dovršen nakon 46 godina.